# Паршино (Рыбинский район)
Паршино — деревня в Волжском сельском округе Волжского сельского поселения Рыбинского района Ярославской области .
Деревня расположена на крутом обрыве на правом берегу Волги, с северной стороны от автомобильной дороги Р151 Рыбинск-Тутаев. На запад от Паршино, на некотором расстоянии от берега Волги стоит деревня Ламаново, а восточнее деревня Тихвинское. Паршино — крайняя северо-восточная (самая нижняя по Волге) деревня Волжского сельского поселения, Тихвинское — уже Октябрьское сельское поселение. В направлении на юго-запад на расстоянии около 2 км крупный посёлок Ермаково, центр поселения, пешеходная тропа к нему идёт через Степановское и Левино-Волжское .  
На 1 января 2007 года в деревне числилось 4 постоянных жителя . Деревня обслуживается почтовым отделением Ермаково-Первое. По почтовым данным в деревне 26 домов .

## Общественный транспорт
Действует пристань Паршино с регулярным водным сообщением Рыбинск — Песочное и Рыбинск — Колхозник.